# Вудсток (Вермонт)
Вудсток (англ. Woodstock) — невелике курортне місто (англ. town) в США, в окрузі Віндзор штату Вермонт. Населення — 3005 осіб (2020). Місто відоме унікальною архітектурою своїх будинків та церков. У свій час Вудсток було назване «найбільш симпатичним з усіх маленьких міст Америки».

## Географія
Вудсток розташований у центральній частині штату Вермонт, який також називають «штатом Зелених гір». Місто розташоване в низині між декількома сопками, повністю вкритих змішаним лісом. Загальна площа міста — 115,6 км, з них 115,3 км² є землею і 0,3 км — водною поверхнею. Через місто протікає Оттаквічі.

## Демографія

### Перепис 2010
Згідно з переписом 2010 року, у місті мешкало 3048 осіб у 1392 домогосподарствах у складі 865 родин. Було 1893 помешкання
Расовий склад населення:
| - 97,2 % — білих - 0,5 % — азіатів - 0,4 % — корінних американців - 0,4 % — чорних або афроамериканців |

До двох чи більше рас належало 1,2 %. Частка іспаномовних становила 1,0 % від усіх жителів.
За віковим діапазоном населення розподілялося таким чином: 18,3 % — особи молодші 18 років, 57,7 % — особи у віці 18—64 років, 24,0 % — особи у віці 65 років та старші. Медіана віку мешканця становила 51,9 року. На 100 осіб жіночої статі у місті припадало 88,0 чоловіків; на 100 жінок у віці від 18 років та старших — 86,1 чоловіків також старших 18 років.
Середній дохід на одне домашнє господарство становив 103 599 доларів США (медіана — 74 556), а середній дохід на одну сім'ю — 125 294 долари (медіана — 80 811). Медіана доходів становила 69 306 доларів для чоловіків та 47 000 доларів для жінок. За межею бідності перебувало 6,9 % осіб, у тому числі 21,3 % дітей у віці до 18 років та 2,9 % осіб у віці 65 років та старших.
Цивільне працевлаштоване населення становило 1708 осіб. Основні галузі зайнятості: освіта, охорона здоров'я та соціальна допомога — 26,5 %, науковці, спеціалісти, менеджери — 17,1 %, мистецтво, розваги та відпочинок — 11,7 %, фінанси, страхування та нерухомість — 9,0 %.

### Перепис 2000
Згідно з переписом 2000 року, всього у Вудстоку було 1388 домашніх господарств, проживало 3232 особи (877 сімей). Густота населення становила 28,0 людини на км².
Національний (расовий) склад: 98,08 % — білі, 0,8 % — латиноамериканці, 0,62 % — вихідці з Азії, 0,40 % — афроамериканці, 0,22 % — американські індіанці, 0,25 % — представники іншої раси, 0,43 % — представники двох або більше рас.
Віковий склад населення: 20,7 % — молодше 18 років, 4,9 % — від 18 до 24 років, 23,9 % — від 25 до 44 років, 31,7 % — від 45 до 64 років, і 18,8 % — 65 років та старше. Середній вік мешканця Вудстока становив 45 років. На кожні 100 жінок припадало 94,0 чоловіків.

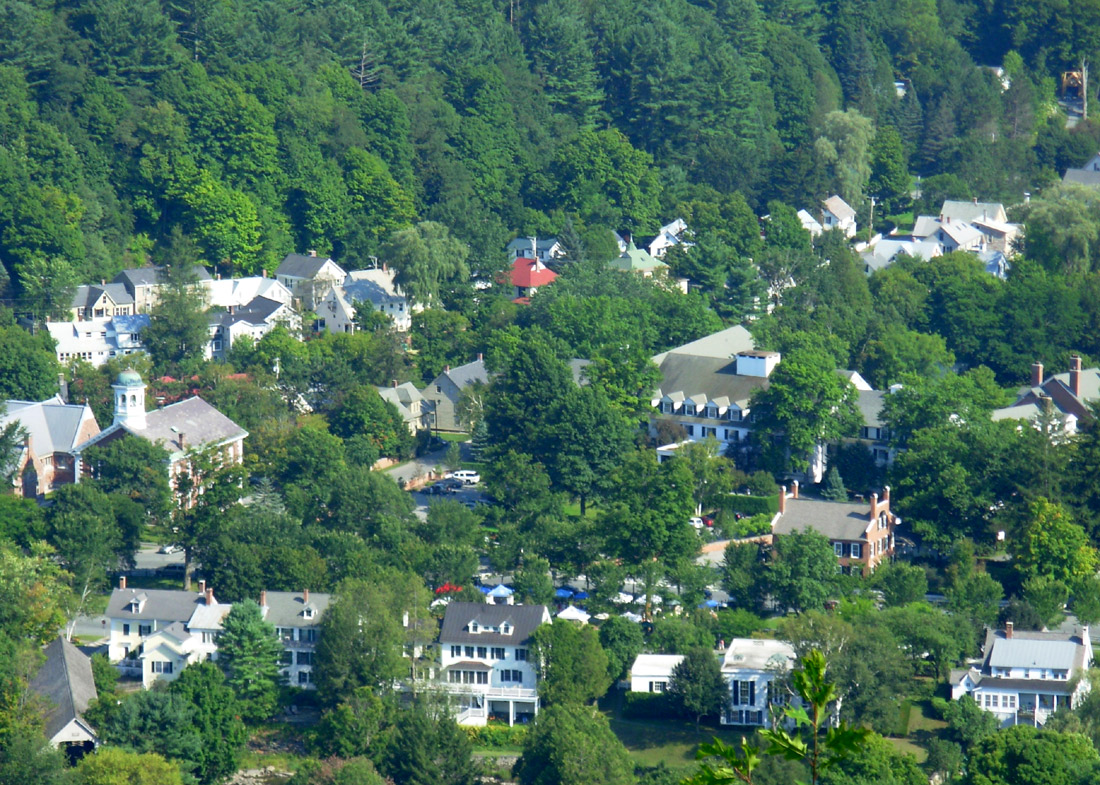
Вид на Вудсток з вершини однієї з найближчих сопок

Середній рівень доходів для домашнього господарства в місті становив 47 143 доларів США на рік. Для родини той же показник дорівнював $57 330. Чоловіки в середньому за рік заробляли $33 229, а жінки — $26 769. Дохід на душу населення для міста становив 28 326 доларів США.

## Галерея

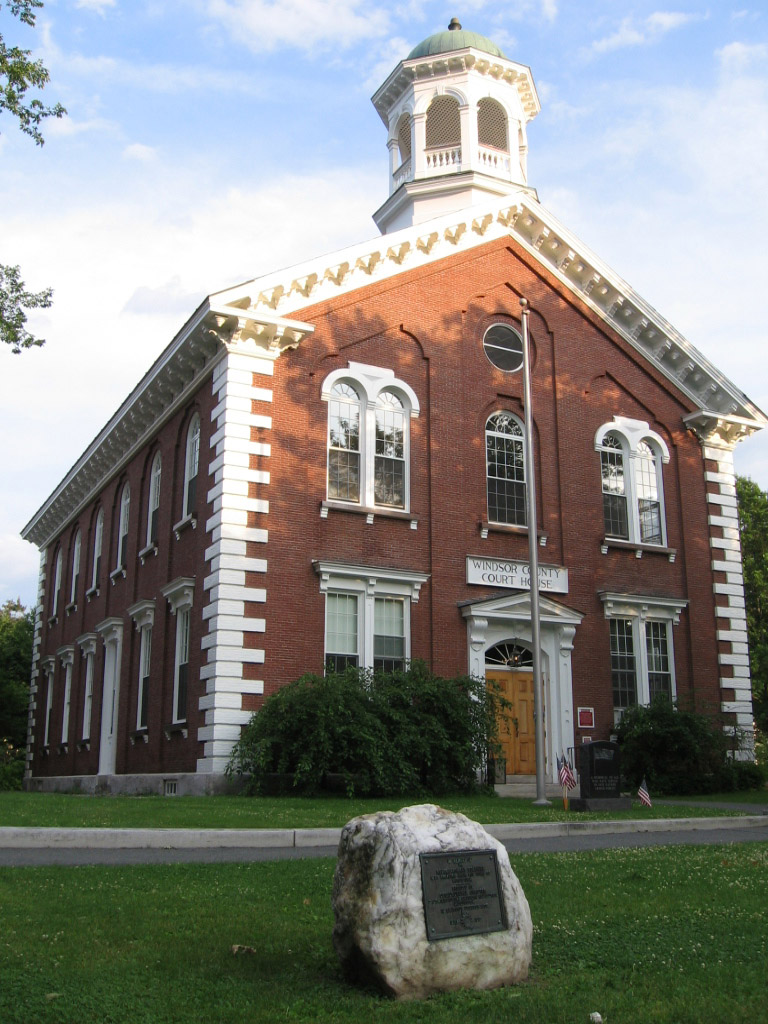
Будівля суду
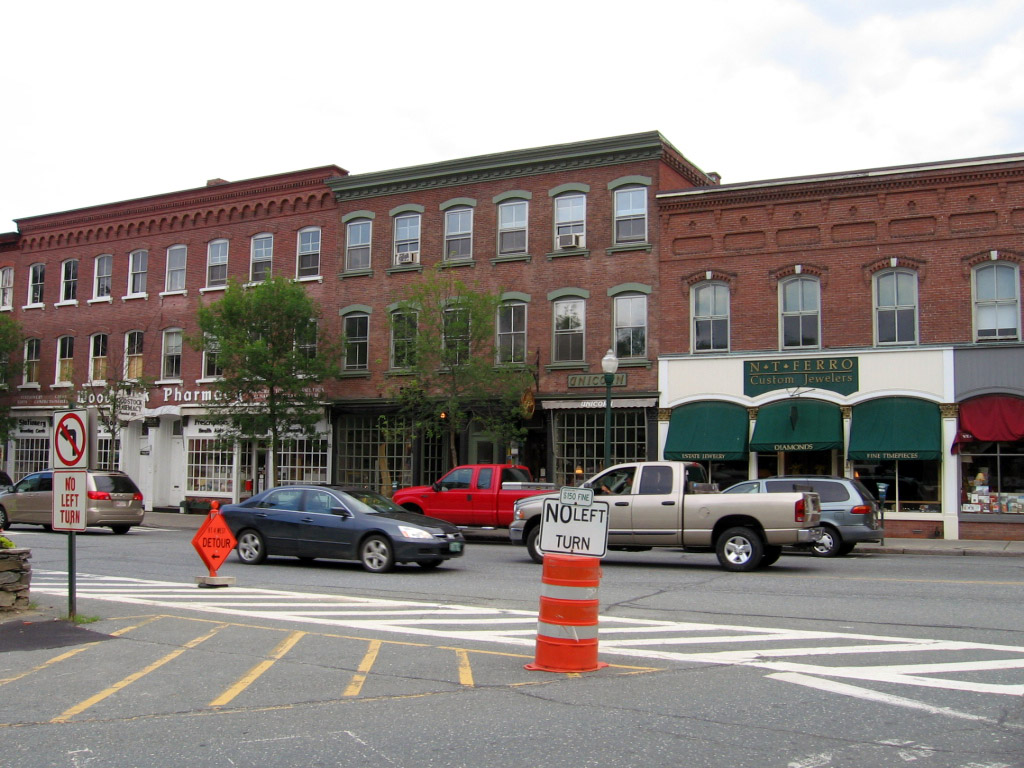
Центральна вулиця
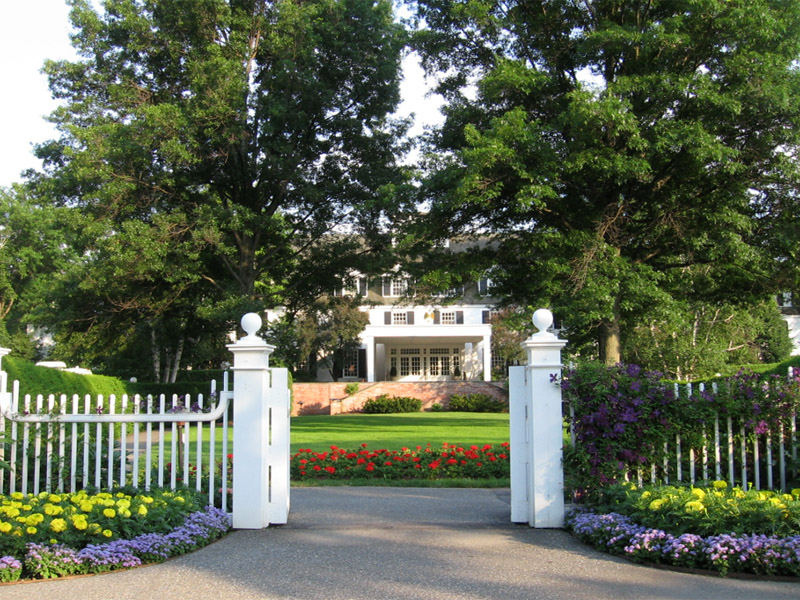
Woodstock Inn
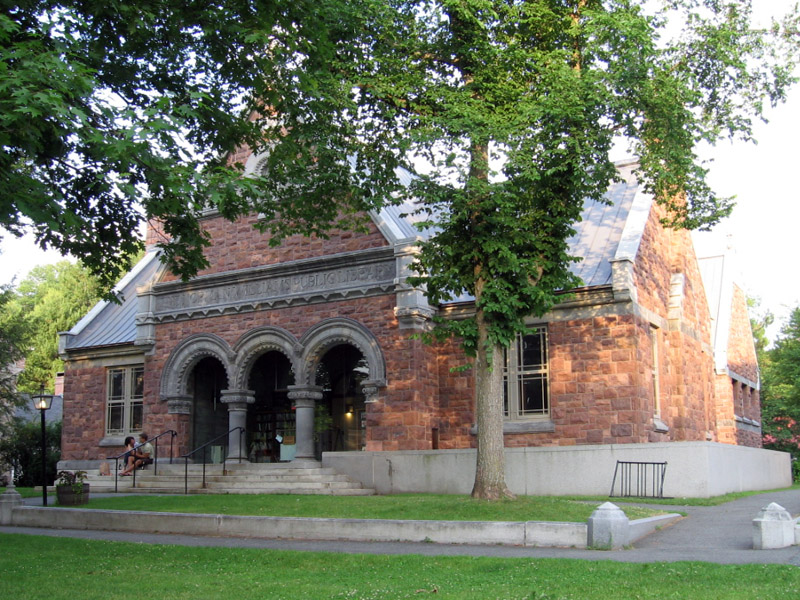
Місцева бібліотека